# Prisoners
A Prisoners demoscene-csapat 1992-ben alakult és ugyanezen évben felbomlott formáció. Működési területük a Commodore Plus/4 volt, bár a tagok külön-külön a csapat megalakulása előtt és után is dolgoztak más platformokon.

## Előzmények
A tagok az FYC, Bitkillers és USSR csapatokból érkeztek.

## Aliasok
A Prisoners néhány tagja hamis aliasokkal alapította meg a lánycsapatként beharangozott Plussycats lánycsapatot, valamint a Sleepwalkers névre hallgató cracker-csapatot is. Utóbbi az akkoriban némileg cikinek számító Alvajárók zenekar nevének fordításából ered, utóbbi a Commodore Plus/4 elterjedt becenevéből (Plussy és az angol pussycat szóból.

## Felbomlás
1992 nyarán egy németországi partin a csapat három tagja a Plussycats megalakítása nyomán kialakult viták következményeképpen kivált, és megalakította a Sex'n'Spirit formációt, amelyhez később egy negyedik társuk is csatlakozott. Az aliasok nem szűntek meg, hiszen ezeket addig is az új csapat három alapítója működtette.

## Saját néven publikált műveik

### 1992
Twinpigs#1 (lemezújság)
Twinpigs#2 (lemezújság)
Magic Paint (segédprogram)
Matrix Maker (segédprogram)
Megatoolz (segédprogram-gyűjtemény)
Naked Disc 2.5 (zenelejátszó)
Punk Production (megademo)
Run To The Underworld (megademo)
Turn It (játék)

## Sleepwalkers néven publikált törések

### 1992
3D Construction Kit (játéktörés)
Cloud Kingdoms (játéktörés)
Obscure Collection (játéktörés, trainer)
Overload (trainer)
The Power (játéktörés, trainer)

## Plussycats néven publikált műveik

### 1992
Nibbly (játék)